# John Clarey
John Clarey (* 4. Oktober 1940 in Woolwich, London) ist ein ehemaliger britischer Radrennfahrer und nationaler Meister im Radsport.

## Sportliche Laufbahn
Clarey gewann 1961 eine Etappe im britischen Milk Race und hatte damit einen ersten internationalen Erfolg. 1962 gewann er erneut einen Tagesabschnitt in diesem Etappenrennen. In jener Saison startete er auch in den Commonwealth Games im Bahnradsport. Dabei wurde er Dritter im Rennen über 10 Meilen. 1962 wurde er nationaler Meister im Rennen über 10 Meilen. 1963 wurde er Vize-Meister im Straßenrennen der Amateure hinter Bob Addy.
Die Internationale Friedensfahrt bestritt er 1965 mit seinem Landsmann David Nie in einem internationalen Team. Er schied während der Rundfahrt aus. 1966 startete er bei den Commonwealth Games im Straßenrennen und gewann mit dem Lincoln Grand Prix eines der traditionsreichsten Eintagesrennen auf der Insel. 
Von 1968 bis 1970 war er Berufsfahrer. Danach setzte er seine Laufbahn wieder als Amateur und später in der Seniorenklasse fort. 1973 gewann er mit der Tour of Essex ein renommiertes britisches Rennen, dazu kamen bis zum Ende seiner Laufbahn etliche Siege in Kriterien, Eintagesrennen und bei Etappen kleinerer Rundfahrten.
1968 wurde er nationaler Meister im Rennen über 10 Meilen bei den Profis. Er startete in der Tour de France und belegte den letzten Platz, was ihm die inoffizielle Auszeichnung der Lanterne Rouge einbrachte. Als Profi gewann er mehrere kleinere Etappenrennen wie 1964 die Tour of the South West.